# Bombonierka

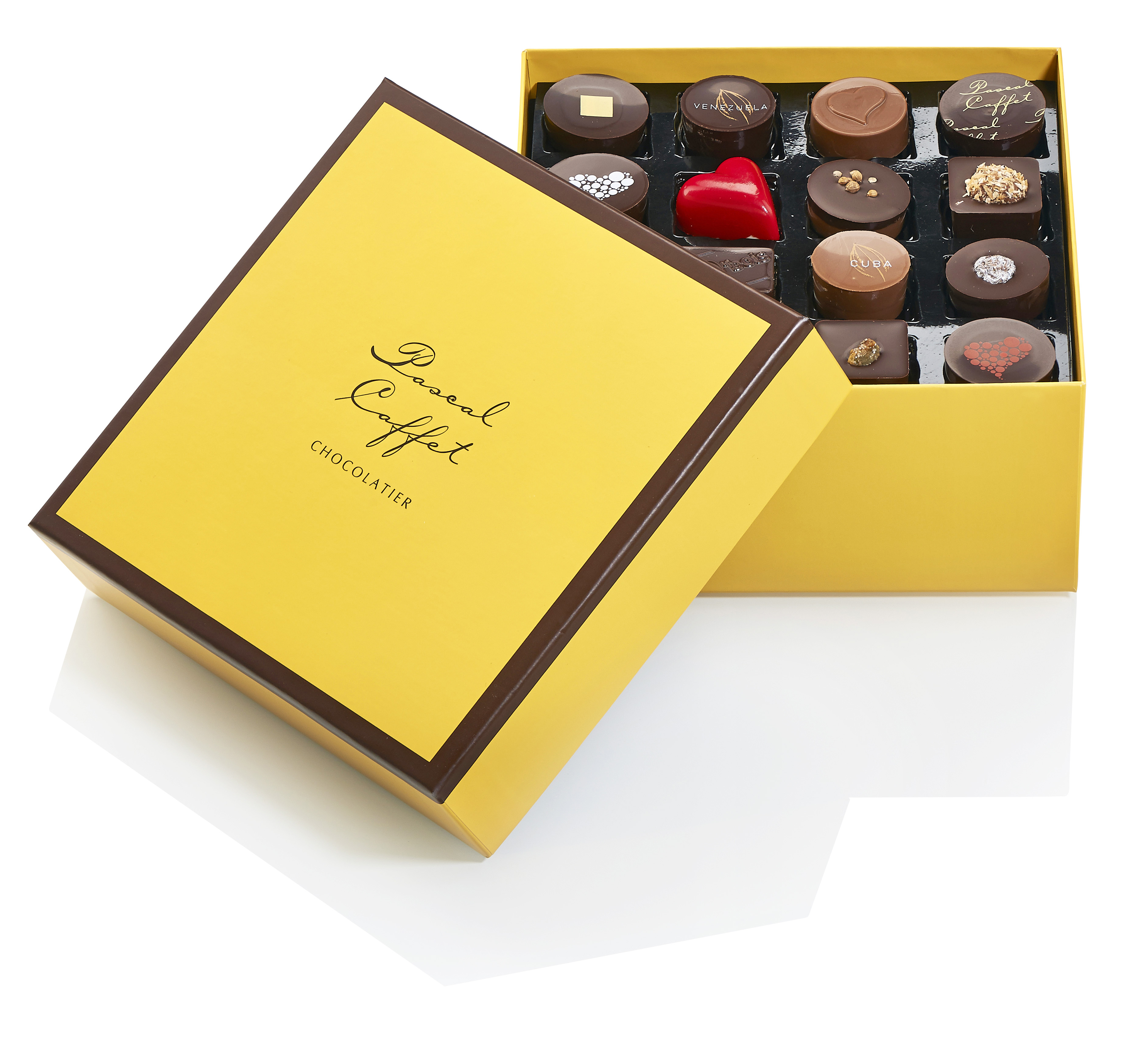
Bombonierka

Bombonierka (fr. bonbon „cukierek”) – pudełko na słodycze. Rozpowszechnione w Europie od XVIII wieku. Dawniej wykonywane z porcelany lub fajansu, często bogato zdobione.
Współcześnie pudełko tekturowe lub blaszane, zawierające zestaw cukierków lub czekoladek (zwłaszcza pralin).

## Bibliografia

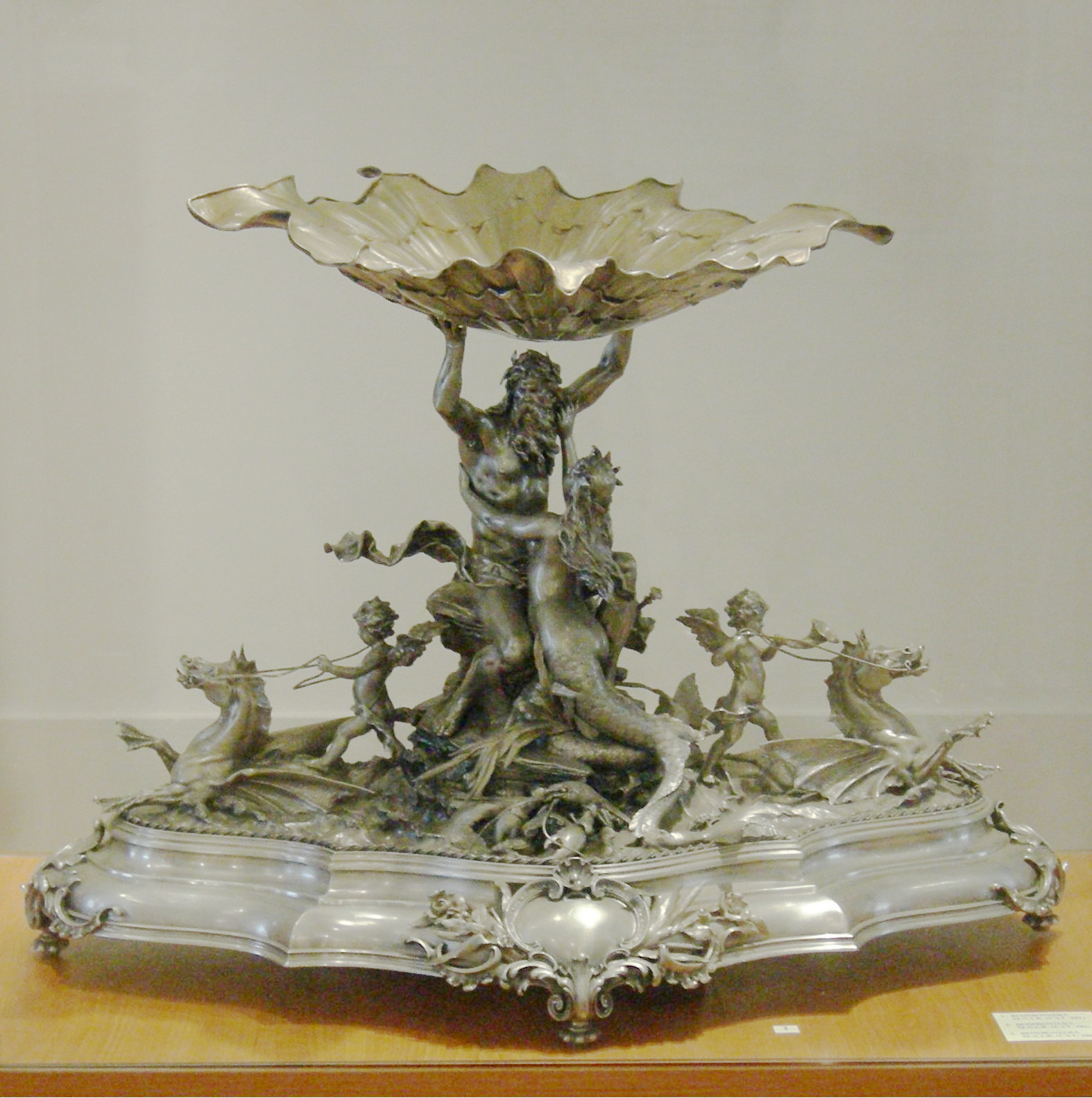
Bombonierka Paula Telge
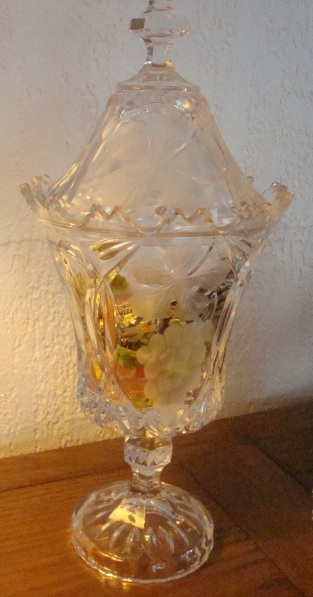
Bombonierka kryształowa
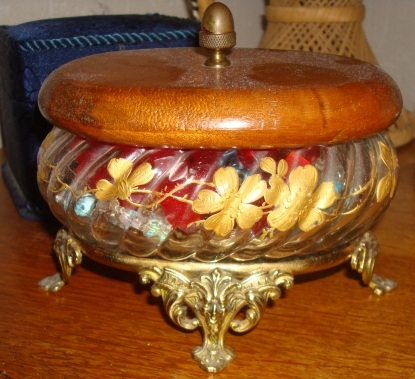
Bombonierka kryształ i brąz, XIX wiek
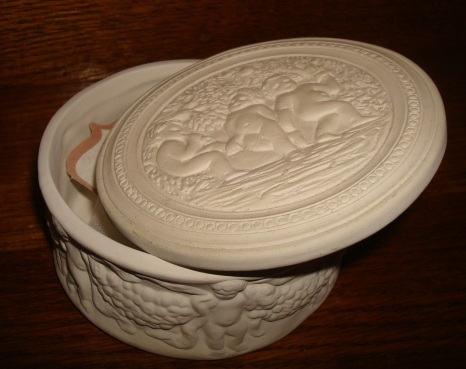
Bombonierka porcelanowa
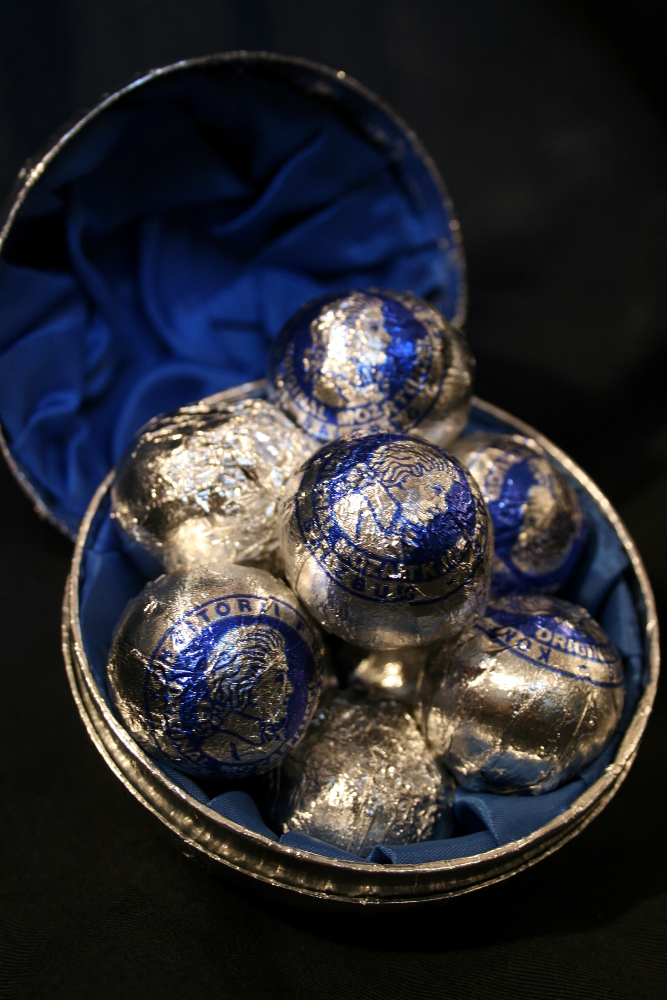
Mozartkugel